# Saint-Didier, Côte-d'Or
Saint-Didier är en kommun i departementet Côte-d'Or i regionen Bourgogne-Franche-Comté i östra Frankrike. Kommunen ligger i kantonen Saulieu som tillhör arrondissementet Montbard. År 2022 hade Saint-Didier 199 invånare.

## Befolkningsutveckling
Antalet invånare i kommunen Saint-Didier
Referens:INSEE